# Finala Campionatului European de Fotbal 2016
Finala Campionatului European de Fotbal 2016 este meciul final și decisiv al Campionatului European de Fotbal 2016. Meciul s-a jucat în data de 10 iulie 2016 pe stadionul Stade de France din Saint-Denis, Franța.
Această finală este a doua dintr-un Campionat European pentru naționala Portugaliei. Portugalia a întâlnit gazda turneului, Franța, în finală.
Echipa câștigătoare a Finalei Campionatului European de Fotbal 2016 s-a calificat la Cupa Confederațiilor FIFA 2017, găzduită de Rusia.

### Fundal
Cele două echipe s-au mai întâlnit anterior în trei meciuri (importante), toate au fost câștigate de către Franța. În total sunt 24 meciuri directe, Franța a câștigat 18 meciuri, Portugalia a câștigat 5 meciuri, fiind și un rezultat de egalitate.
| Întâlniri importante: |
| --- |
| - (1984): Franța 3-2 Portugalia (Franța a câștigat cu 3-2 după prelungiri) - (2000): Portugalia 1-2 Franța - (2006): Portugalia 0-1 Franța |

## Drumul spre finală
| Echipă     | MJ | V | E | Î | GM | GP | G  | Pct |
| ---------- | -- | - | - | - | -- | -- | -- | --- |
| Ungaria    | 3  | 1 | 2 | 0 | 6  | 4  | +2 | 5   |
| Islanda    | 3  | 1 | 2 | 0 | 4  | 3  | +1 | 5   |
| Portugalia | 3  | 0 | 3 | 0 | 4  | 4  | 0  | 3   |
| Austria    | 3  | 0 | 1 | 2 | 1  | 4  | −3 | 1   |

| Echipă     | MJ | V | E | Î | GM | GP | G  | Pct. |
| ---------- | -- | - | - | - | -- | -- | -- | ---- |
| Franța (H) | 3  | 2 | 1 | 0 | 4  | 1  | +3 | 7    |
| Elveția    | 3  | 1 | 2 | 0 | 2  | 1  | +1 | 5    |
| Albania    | 3  | 1 | 0 | 2 | 1  | 3  | -2 | 3    |
| România    | 3  | 0 | 1 | 2 | 2  | 4  | –2 | 1    |

## Mingea oficială
Mingea oficială pentru Finala Campionatului European de Fotbal 2016 a purtat numele Fracas .

## Meciul

### Detalii
| Portugalia | 1-0 (d.p.) | Franța |
| ---------- | ---------- | ------ |
| Éder 109'  | Raport     |        |

| Portugalia | Franța |

| P               | 1  | Rui Patrício          |  | 120+3' |
| FD              | 21 | Cédric                |  | 34'    |
| FC              | 3  | Pepe                  |  |        |
| FC              | 4  | José Fonte            |  | 120+1' |
| FS              | 5  | Raphaël Guerreiro     |  | 95'    |
| MC              | 14 | William Carvalho      |  | 98'    |
| MD              | 16 | Renato Sanches        |  | 79'    |
| MC              | 23 | Adrien Silva          |  | 66'    |
| MS              | 10 | João Mário            |  | 62'    |
| AC              | 17 | Nani                  |  |        |
| AC              | 7  | Cristiano Ronaldo (c) |  | 25'    |
| Schimbări:      |    |                       |  |        |
| AC              | 20 | Ricardo Quaresma      |  | 25'    |
| MC              | 8  | João Moutinho         |  | 66'    |
| MD              | 9  | Éder                  |  | 79'    |
| Antrenor:       |    |                       |  |        |
| Fernando Santos |    |                       |  |        |

| P                | 1  | Hugo Lloris (c)     |  |      |
| FS               | 19 | Bacary Sagna        |  |      |
| FC               | 21 | Laurent Koscielny   |  | 107' |
| FC               | 22 | Samuel Umtiti       |  | 80'  |
| FD               | 3  | Patrice Evra        |  |      |
| MS               | 18 | Moussa Sissoko      |  | 110' |
| MC               | 15 | Paul Pogba          |  | 115' |
| MC               | 14 | Blaise Matuidi      |  | 97'  |
| MD               | 8  | Dimitri Payet       |  | 58'  |
| AC               | 7  | Antoine Griezmann   |  |      |
| AC               | 10 | Olivier Giroud      |  | 78'  |
| Schimbări:       |    |                     |  |      |
| MD               | 20 | Kingsley Coman      |  | 58'  |
| AC               | 10 | Andre-Pierre Gignac |  | 78'  |
| MS               | 11 | Anthony Martial     |  | 110' |
| Antrenor:        |    |                     |  |      |
| Didier Deschamps |    |                     |  |      |

Arbitri asistenți:

Simon Beck (Anglia)

Jake Collin (Anglia)

Al patrulea oficial:

Viktor Kassai (Ungaria)

Arbitri asistenți (adiționali):

Anthony Taylor (Anglia)

Andre Marriner (Anglia)

Arbitru oficial (rezervă):

György Ring (Ungaria)